# Nicolas-Joseph Hüllmandel
Nicolas-Joseph Hüllmandel (ur. 23 maja 1756 w Strasburgu, zm. 19 grudnia 1823 w Londynie) – francuski kompozytor i pianista pochodzenia alzackiego, wirtuoz gry na harmonice szklanej.

## Życiorys
Był nieślubnym synem Michaela, skrzypka w katedrze NMP w Strasburgu. Jego wujem był kompozytor Jean-Joseph Rodolphe. Prawdopodobnie uczył się u Josepha Garniera i Franza Xavera Richtera, mógł też studiować u Carla Philippa Emanuela Bacha w Hamburgu. W 1771 roku odwiedził Londyn, następnie w latach 1773–1775 podróżował po Francji i Włoszech. Około 1776 roku osiadł w Paryżu, gdzie uczył gry na fortepianie i harmonice szklanej, występował na salonach arystokratycznych. Do jego uczniów należał George Onslow. Po wybuchu rewolucji francuskiej wyjechał do Londynu, gdzie pozostał do końca życia. Opublikował pracę Principles of Music, Chiefly Calculated for the Pianoforte (1795).
Komponował wyłączne utwory na fortepian lub klawesyn, solo lub z towarzyszeniem skrzypiec. Wolfgang Amadeus Mozart był pod wrażeniem sonat Hüllmandela, co opisał w jednym z listów do ojca.